# Dhanauha
Dhanauha é uma vila no distrito de Jaunpur, no estado indiano de Uttar Pradesh.

## Demografia
Segundo o censo de 2001, Dhanauha tinha uma população de 6213 habitantes. Os indivíduos do sexo masculino constituem 53% da população e os do sexo feminino 47%. Dhanauha tem uma taxa de literacia de 58%, inferior à média nacional de 59.5%: a literacia no sexo masculino é de 69% e no sexo feminino é de 46%. Em Dhanauha, 17% da população está abaixo dos 6 anos de idade.